# Mahathir Mohammed
Mahathir Mohammed (Kedah, 10 juli 1925) is een Maleisisch politicus. Tussen 1981 en 2003 was hij eerste minister van de federale regering van Maleisië. Van 2018 tot 2020 bekleedde hij deze functie nogmaals.

## Biografie
Mohammed werd geboren in het noordwestelijke sultanaat Kedah. Hij studeerde medicijnen, hoofdzakelijk in eigen land, en is niet zoals eerdere regeringsleiders verwant aan een van de vorstenhuizen. 
Zijn politieke loopbaan begon na de onafhankelijkheid. Hij werd actief in de nationalistische vleugel van de regeringspartij UNMO (United Malays National Organisation) en werd gekozen in de Dewan Rakyat, het federale huis van afgevaardigden. De partijleiding verweet hem chauvinisme en extremisme, en na de pogrom tegen Chinezen in mei 1969 werd hij onder de noodtoestand geschorst als partijlid. Een boek dat hij in 1970 voltooide over de rassentegenstellingen, mocht in eigen land niet verschijnen. In het boek stelde Mahathir de Chinese gemeenschapszin en ondernemingslust ten voorbeeld aan zijn eigen islamitische bevolkingsgroep, die hij bekritiseerde vanwege de neef-nichthuwelijken en de apathie. 
In 1972 mocht hij weer politiek actief worden. Bij de verkiezingen van 1974 won hij een zetel in het parlement, en direct volgde zijn benoeming tot minister van Onderwijs. Vanaf 1977 was hij vicepremier en minister van Financiën, en in 1981 volgde hij premier Hussein bin Onn op.

## Premier

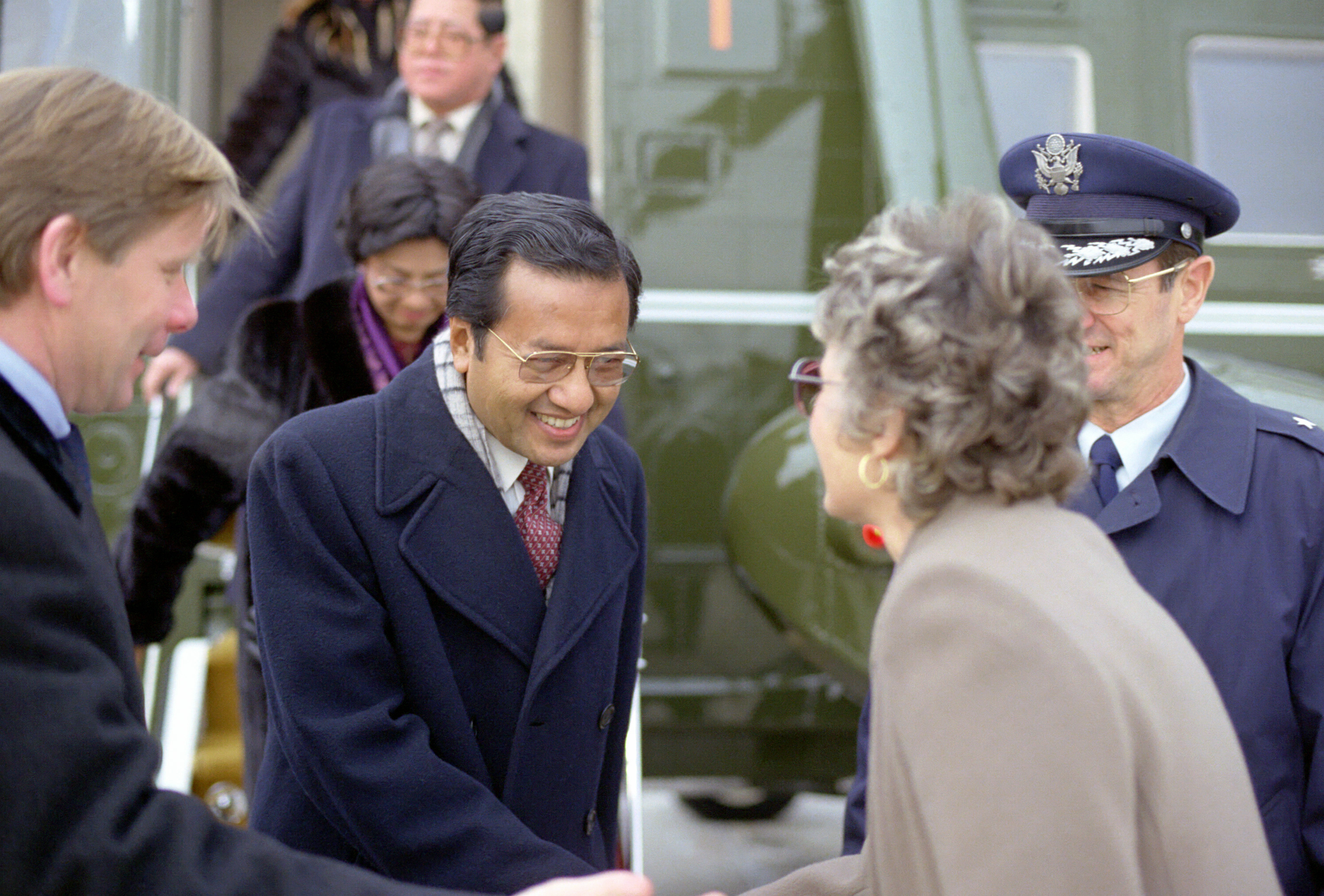
Mohammed in 1984

Zijn "Nieuwe economische politiek" had tot doel de achterstand van de etnische Maleiers weg te nemen door hen allerlei wettelijke voorrechten te verschaffen. Zo kon een islamitische middenstand ontstaan, maar de economische macht van vooral de etnische Chinezen bleef groot. Mohammed verweet zijn geloofsgenoten regelmatig dat ze "lui en zelfgenoegzaam" waren.
Het nationalisme van Mohammed kwam ook tot uitdrukking in megalomane bouwprojecten als de technologiestad Cyberjaya, de nieuwe administratieve hoofdstad PuTrajaya en de Petronastorens, die de plaats van de Twin Towers overnamen als hoogste gebouw ter wereld. Zijn autoritaire regering vestigde een stabiel investeringsklimaat, wat zijn vruchten afwierp in een snelle economische groei en die ook ten goede van het volk kwam. En dat bevorderde weer de rust.
Toch groeide de behoefte aan meer vrijheid, vooral bij de minderheden van Chinezen en christenen. De populariteit van de meer liberale vicepremier Anwar Ibrahim nam toe, en Mohammed ging hem als een rivaal beschouwen. In 1998 liet hij hem arresteren en veroordelen wegens corruptie en sodomie. Tot opvolger benoemde hij Abdullah Ahmad Badari, die later ook hemzelf zou opvolgen.
Mohammed nam na de Amerikaanse inval in Irak een anti-Amerikaanse houding aan. Hij stelde vast dat het westen de gebeurtenissen van 11 september 2001 aangreep om de moslimlanden aan te vallen en hun rijkdommen te plunderen. Na de arrestatie van Saddam Hoessein bood hij aan om de verdediging van de ex-president in het proces bij te staan.
Mohammed deed als gastheer van de Islamitische Conferentie in zijn openingsrede op 17 oktober 2003 een harde aanval op de Joden, in de trant van zijn eerdere anti-Chinese uitlatingen. De Joden hadden zich door hun slimheid grote invloed verworven in machtige landen en hun invloed stond in geen verhouding tot hun aantal, aldus Mohammed. "De Joden beheersen de wereld, ze laten anderen voor hen vechten en sterven", zei hij. Tegelijk veroordeelde hij Arabisch terrorisme tegen Joden, zoals zelfmoordaanslagen. De toespraak werd in het westen als "antisemitisch" bekritiseerd. Twee weken na de conferentie trad hij terug als premier, zoals hij al lange tijd daarvoor had aangekondigd.

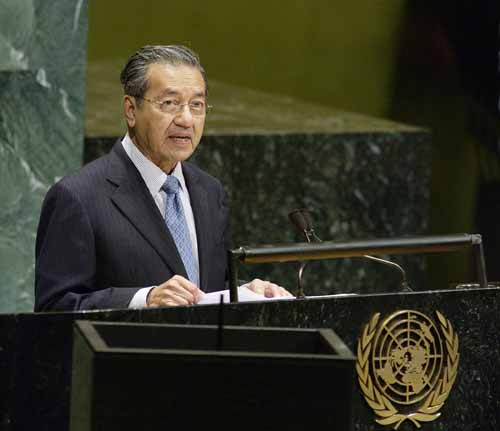
Mohammed op de Algemene Vergadering van de Verenigde Naties in New York in 2003

## Opnieuw premier
Vanaf 2015 pleitte Mahathir in toespraken om het aftreden van zijn opvolger en voormalige bondgenoot Najib Razak, die van corruptie werd beschuldigd, een witwasoperatie met overheidsgeld. Ten slotte besloot hij zelf terug te keren in de actieve politiek om dit te bewerkstelligen. Hij sloot een coalitie met de partij van Anwar Ibrahim, zijn vroegere vice-premier, die weer een gevangenisstraf vanwege de in het land verboden homoseksuele activiteiten uitzat, en die werd vertegenwoordigd door zijn vrouw Wan Azizah. Op 9 mei 2018 won Mahathir de landelijke verkiezingen als lijsttrekker van de oppositiecoalitie Pakatan Harapan en een dag later werd hij opnieuw de premier van Maleisië. Hij maakte zo een einde aan de regeerperiode van Barisan National, dat al meer dan 60 jaar aan de macht was. Pakatan Harapan behaalde 113 van de 222 parlementszetels. De coalitie van premier Razak strandde op 79 zetels. 
Met zijn 93 jaar werd Mohammed de oudste regeringsleider ter wereld. 
Verbazing en ergernis wekte de sterk anti-westerse mahathir vooral in Australië en Nederland, toen hij meermalen het Russische aandeel aan het neerhalen van vlucht MH17 in twijfel trok. In het Maleisische vliegtuig zaten vooral Australische en Nederlandse passagiers. Mahathir noemde het onderzoek van het Joint Investigation Team "politiek gemotiveerd".
Op 24 februari 2020 kondigde hij zijn aftreden aan en het premierschap werd op 1 maart 2020 overgenomen door Muhyiddin Yassin. Bij de parlementsverkiezingen van 2022 verloor de inmiddels 97-jarige Mahathir zijn zetel, waarmee aan zijn zestigjarige carrière een einde kwam.
Op 10 juli 2025 werd hij 100 jaar.